# Mark Volman
Mark Volman (19 de abril de 1947) es un músico y compositor estadounidense, reconocido por ser uno de los miembros fundadores de la agrupación the Turtles. Luego de la separación de la banda, Volman ingresó en la agrupación the Mothers of Invention bajo la tutela del músico Frank Zappa. En algunos momentos de su carrera musical ha utilizado el seudónimo "Flo" cuando trabaja con su amigo y colega Howard Kaylan; especialmente en el dúo de rock cómico Flo & Eddie.